# Karl Eduard Nobiling

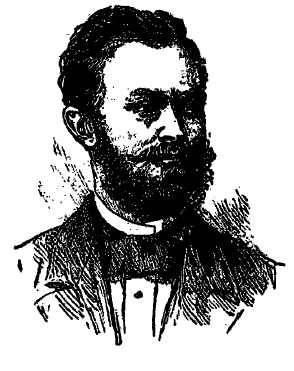
Karl Eduard Nobiling

Karl Eduard Nobiling (Kolno nabij Międzychód, 10 april 1848 — Berlijn, 10 september 1878) pleegde op 2 juni 1878 in Berlijn een moordaanslag op de Duitse keizer Wilhelm I. Nobiling schoot met een schrootflint vanuit Unter den Linden op de keizer die voorbijreed in een open auto. Deze werd daarop zwaargewond. Aansluitend poogde Nobiling zelfmoord te plegen en verwondde zich daarbij levensgevaarlijk. Hij overleed enkele maanden later aan zijn verwondingen.
Nobiling was een student politieke wetenschappen en landbouw, die later, waarschijnlijk uit vertwijfeling over zijn persoonlijke situatie tot zijn daad besloot. Een politieke achtergrond geldt als uitgesloten. 
De aanslag was de tweede in een maand. Op 11 mei had Max Hödel een aanslag uitgevoerd op vrijwel dezelfde plek. Direct gevolg van Nobilings aanslag was dat de keizer de kroonprins tot zijn plaatsvervanger benoemde. Wilhelm I was door zijn verwondingen niet in staat te regeren. Hij zou zich pas in december 1878 weer met regeringszaken gaan bemoeien. Een ander gevolg was het politieke gewin voor Otto von Bismarck. Deze presenteerde Nobiling onterecht als een socialist om duidelijk te maken hoe gevaarlijk de socialisten voor de bestaande orde waren. De aanslagen van Hödel en Nobiling hebben daarom een niet onbelangrijke rol gespeeld in de totstandkoming van en besluiten tot de Socialistenwet. Deze wet moest socialistische organisaties wettelijke mogelijkheden ontnemen om publiek werkzaam te zijn.